# Albepierre-Bredons
Albepierre-Bredons ist eine französische Gemeinde mit 240 Einwohnern (Stand 1. Januar 2022) im Département Cantal in der Region Auvergne-Rhône-Alpes; sie gehört zum Arrondissement Saint-Flour.

## Geographie
Albepierre-Bredons besteht aus den beiden Dörfern Albepierre und Bredons in den Monts du Cantal an den westlichen Ausläufern des Zentralmassivs. 

## Bevölkerung
| Jahr                       | 1962 | 1968 | 1975 | 1982 | 1990 | 1999 | 2016 |
| -------------------------- | ---- | ---- | ---- | ---- | ---- | ---- | ---- |
| Einwohner                  | 442  | 366  | 322  | 281  | 266  | 237  | 243  |
| Quellen: Cassini und INSEE |      |      |      |      |      |      |      |